# Gisclareny
Gisclareny är en kommun i Spanien.   Den ligger i provinsen Província de Barcelona och regionen Katalonien, i den nordöstra delen av landet, 500 km öster om huvudstaden Madrid. Arean är 37 kvadratkilometer. Gisclareny gränsar till Bagà, Bellver de Cerdanya, Guardiola de Berguedà, Vallcebre, Saldes och Montellà i Martinet. 
Terrängen i Gisclareny är kuperad åt sydost, men åt nordväst är den bergig.